# EPR 역설

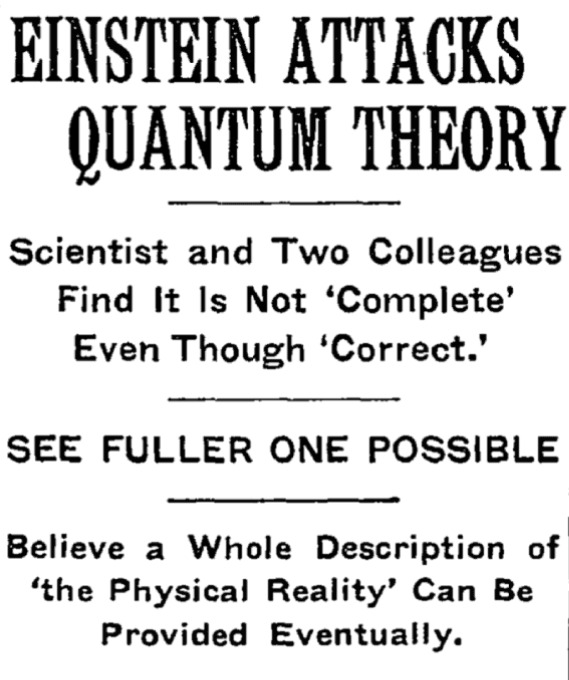
1954년 5월 4일자 《뉴욕 타임스》 헤드라인

물리학의 양자역학에서 EPR 역설(EPR Paradox)은 물리량의 측정 문제를 제기한 정교한 사고실험이다. 1935년 아인슈타인(Einstein)과 포돌스키(Podolsky) 및 로젠(Rosen)은 양자역학이 완전한 물리 이론이 아님을 보이기 위해 이 역설을 발표했으며, "EPR"은 그들 이름의 머릿글자를 딴 것이다. "Can Quantum-Mechanical Description of Physical Reality Be Considered Complete?"이라는 제목의 논문을 통해 나왔다.
이는 양자역학의 주류 해석인 코펜하겐 해석의 문제 제기에서 시작한다. 코펜하겐 해석은 어떤 상태를 측정할 때, 측정함과 동시에 그 계는 측정에 해당하는 고유상태로 붕괴해 버린다는 것이다. 국소성 원리에 의해 양자역학의 측정 결과는 (빛의 속도로 바로 갈 수 있는 것보다) 멀리 떨어진 곳에서도 측정할 수 있다는 것이다.

## 사고실험 내용
EPR(Einstein, Podolsky, Rosen) 사고실험은 다음과 같다.
어떠한 A라는 상태와 B라는 상태가 양자 얽힘 상태인 계를 생각하자. 이 상태는 하나의 해밀토니안에 따라 진행한다. 이 A와 B가 빛의 속도로 도달하지 못할 만큼 멀리 떨어지게 된다. 이제 양자계의 한 부분 A를 측정하자. 여기에서 이루어진 측정의 결과가, 어떤 보존 법칙 때문에, 멀리 떨어진 다른 부분 B의 물리적 상태를 결정한다. A의 측정은 비국소적으로 작용하여, EPR 실험 결과는 다음의 이분법을 낳는다.
1. 멀리 떨어진 곳에서 행해진 실험의 결과를 즉각적으로 알게 되는 일이 발생하거나, 혹은
2. 양자역학은 불완전한 이론으로, B에서 일어난 특수한 현상을 설명할 수 없으며 추가적인 변수를 필요로 한다.

두 입자가 A,B가 있고 관측가능량 O와 O'가 둘 다 정확히 측정될 수 없어서 하이젠베르크 불확정성의 부등식을 만족한다고 하자. 이렇게 불확정성 부등식을 만족하는 관측가능량에는 위치-운동량과 x축 스핀-z축 스핀 등이 있다. 그리고, 두 입자가 얽혀있어서 한 입자의 관측가능량의 값을 알면 다른 쪽도 알 수 있다고 하자. 예를 들어 스핀이 0인 입자가 붕괴하여 두 입자가 된다면 어떤 축으로 스핀을 측정하든 두 입자는 반대로 나온다.
이제, 두 입자를 1광년 정도 떨어트리고 A입자는 O를 측정하자. 이때, 얽혀있으므로 B의 O값도 안다. 어떤 영향도 빛의 속력보다 빠를 수 없으므로, 1년이 지나기 전까지는 A를 측정한 것이 B입자에 아무 영향도 못준다. 이제 B는 O'을 측정하자. 그러면 A의 O'값도 안다. 이제 각자 정보를 교환하면, 하이젠베르크 불확정성 원리에 따라 둘다 정확히 측정될 수 없는 물리량을 정확히 측정하게 되었고 모순이다.
이 모순을 해결하기 위한 주장 두 가지를 보자.
1. 아직 물리학자들이 모르는 숨은 변수가 있어서,그 숨은 변수에 따라 측정 하기전부터 다 결정되어있다. 이를 숨은 변수 이론이라고 한다.
2. 양자 얽힘이 비국소적이다.

원래 이 사고실험은 양자역학의 불완전성을 보이기 위해 고안되었으나 실제 실험 결과는 숨은 변수 이론이 실제 실험 결과와는 상반됨을 보였다.
물리학자 존 스튜어트 벨은 벨 부등식을 통해, 숨은 변수 이론과 -주사위 놀이를 하는-양자역학이 양립 할 수 없고,실험 결과가 벨 부등식을 위배하냐 하지 않냐에 따라 택일되어야 함을 보였고, 현재까지 실험 결과들은 양자역학을 지지한다.
즉, 양자얽힘은 국소적이지 않다. 이를 양자 비국지성이라고 부른다. 그러나 이점이 특수상대성이론의 국소성을 위배하지는 않는데, 이걸로 정보를 보내는것은 불가능하다.
아인슈타인은 양자역학을 실제를 묘사하는 완전한 이론으로서 받아들이지 않았으며, 목숨이 다할 때까지 양자론적 측정 결과들에 대해 "신이 주사위를 던지지 않는" 해석을 찾아내기 위해 노력하였다.

## 같이 보기
- 벨 부등식
- 국소적 숨은 변수 이론
- 동시성의 상대성
- 보어-아인슈타인 논쟁
- ER=EPR
- 양자 이동
- 측정 문제 (물리학)